# برشاوشاناوات
البرشاوشاناوات (الاسم العلمي: Adiantoideae) هي أسرة من النباتات تتبع فصيلة الديشارية من الرتبة السرخسيات.

## أجناس
- برشاوشان